# Clique tenuis bilabial
O clique surdo ou mais precisamente tenuis bilabial é uma consoante de clique encontrada em algumas línguas da África Austral. O símbolo no Alfabeto Fonético Internacional que representa o fonema é ⟨ʘ⟩.

## Características
- O mecanismo da corrente de ar é ingressivo lingual (também conhecido como ingressivo velárico), o que significa que uma bolsa de ar presa entre dois fechos é rarefeita por uma ação de "sucção" da língua, em vez de ser movida pela glote ou pelos pulmões/diafragma. A liberação do fechamento para frente produz o som de "clique". Os cliques sonoros e nasais têm uma corrente de ar egressiva pulmonar simultânea.[1]
- Seu local de articulação é bilabial, o que significa que está articulado com os dois lábios.[1]
- Sua fonação é surda, não aspirada e não glotalizada, o que significa que é produzida sem vibração ou constrição das cordas vocais, e qualquer vogal seguinte inicia sem atraso significativo.[1]
- É uma consoante oral, o que significa que o ar só pode escapar pela boca.[1]
- Como o fonema não é produzido com fluxo de ar sobre a língua, a dicotomia central-lateral não se aplica.[1]

## Ocorrência
| Língua | Palavra | AFI   | Significado |
| ------ | ------- | ----- | ----------- |
| ǂHoan  | [ʘoa]   | [ʘoa] | Dois        |
| Taa    | [ʘàa]   | [ʘàa] | Criança     |